# Clara Ragaz

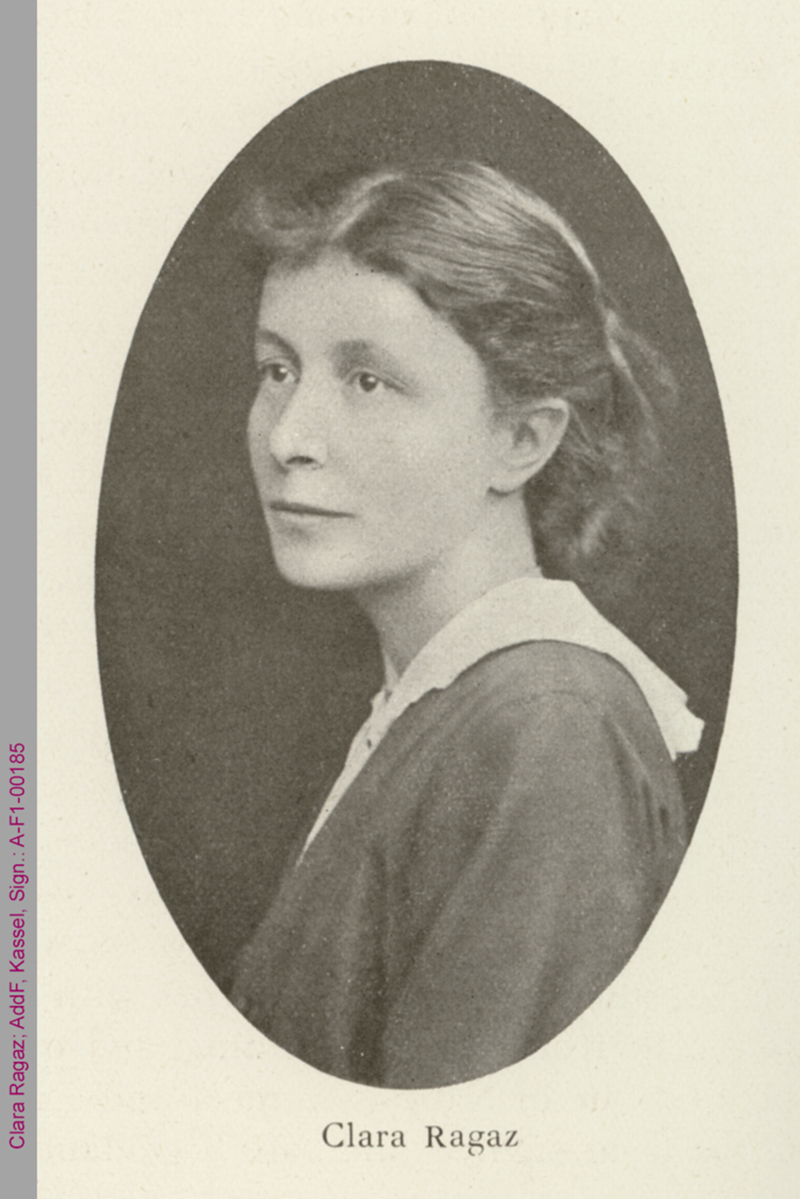
Clara Ragaz (ca. 1910)

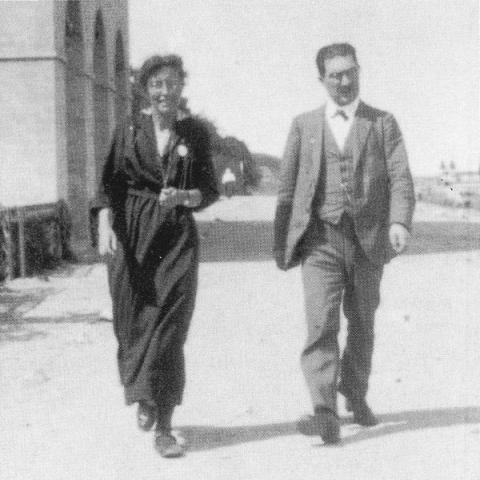
Anno 1923: Clara Ragaz mit ihrem Ehemann Leonhard

Clara Ragaz, geb. Nadig (* 30. März 1874 in Chur; † 7. Oktober 1957 in Zürich), war eine Schweizer Frauenrechtlerin und Friedensaktivistin. Clara Ragaz war während einiger Jahre Vizepräsidentin der Internationalen Frauenliga für Frieden und Freiheit, dazu bis 1946 Vorsitzende des Schweizer Zweigs.

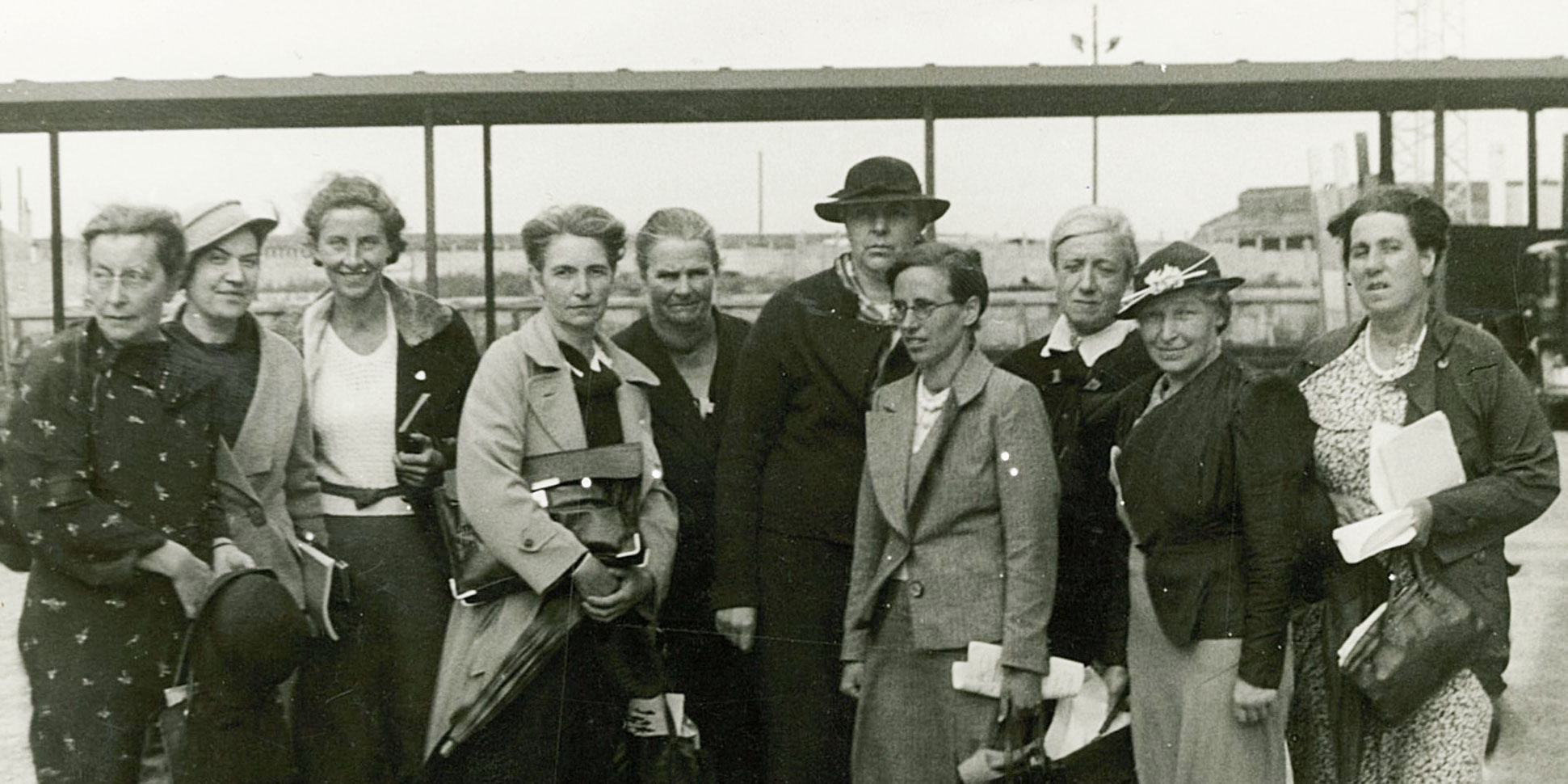
Clara Ragaz, ganz links. Frauen der Schweizer Delegation auf dem Weg zu einem internationalen Kongress der Frauen gegen Krieg und Faschismus, 1930er Jahre.

Ragaz’ Werk ist durchdrungen von einer Mischung aus Religiosität und Sozialismus. Sie war seit 1901 verheiratet mit dem Theologieprofessor Leonhard Ragaz, der als einer der Gründer des Religiösen Sozialismus gilt.

## Leben
Nach dem Abschluss des Lehrerinnenseminars in Aarau 1892 arbeitete Clara Nadig als Hauslehrerin in England, Frankreich und im Engadin, anschliessend als Lehrerin in Zürich. 1913 trat sie, kurz vor ihrem Mann, in die Sozialdemokratische Partei (SP) ein, doch gemeinsam gaben sie Ende 1935 nach der Zustimmung der Partei zur militärischen Landesverteidigung den Austritt. Als legitim erachtete sie hingegen einen bewaffneten Widerstand zur Verteidigung von Freiheit und Demokratie (z. B. im Spanischen Bürgerkrieg). Ragaz gehörte 1902 zu den Gründerinnen des Schweizerischen Bundes abstinenter Frauen (Abstinenzbewegung) in Basel, und nachdem sie 1907 der Union für Frauenbestrebungen beigetreten war, engagierte sie sich 1908–1915 in der Sozialen Käuferliga. 1909 leitete sie die Schweizerische Heimarbeitsausstellung in Zürich. Neben ihrem sozialen Engagement für die Arbeiterinnen in Aussersihl und als Dozentin an der Sozialen Frauenschule leitete Ragaz 1929–1946 als Vizepräsidentin die Internationale Frauenliga für Frieden und Freiheit, deren Schweizer Sektion sie 1915 mitgegründet hatte und bis 1946 präsidierte. 
Clara Ragaz zählt zu den bedeutendsten Schweizer Pazifistinnen und Feministinnen der ersten Hälfte des 20. Jahrhunderts. Das Gebot christlicher Ethik bedeutete für sie Engagement für eine gerechte Gesellschaft, für den Frieden und für das Recht der Frauen auf politische Partizipation (Frauenstimmrecht). Letztere begründete sie damit, dass Frauen von ihrem biologischen Geschlecht her sanft und hingebungsvoll seien, was sie für den Kampf gegen Krieg und soziale Ungerechtigkeit prädestiniere.

## Werke
- Die Frau und der Friede. Orell Füssli, Zürich 1915.
- Der nächste Krieg. Vortrag, Zürich 1925 (nach Will Irwins The Next War).
- Bericht über die internationale Kundgebung für Weltabrüstung der IFFF. Zürich 1932.
- mit Marta Schüepp: Luftschutz? Ein Wort zur Klärung. Zürich 1938.